# Otto Griebel
Otto Griebel (ur. 31 marca 1895 w Meerane, zm. 7 marca 1972) – niemiecki malarz i grafik.
Otto Griebel urodził się w Meerane, przy Marienstraße 32. Był jednym z najciekawszych artystów lat 20. XX w. i ważnym przedstawicielem drezdeńskich dadaistów i realistów (obiektywistów). W 1933 został aresztowany przez Gestapo, a jego obrazy zostały uznane za sztukę zdegenerowaną. Ze względu na zniszczenie znacznej części dorobku, po 1945 artyście nie udało się osiągnąć sukcesu sprzed przejęcia władzy w Niemczech przez narodowych socjalistów. Jego obraz „Dziecko przy stole” był jednym z dzieł innych artystów (Marc Chagall, Otto Dix, Max Liebermann, Henri Matisse) znalezionych podczas odkrycia dzieł sztuki w Monachium w 2012.

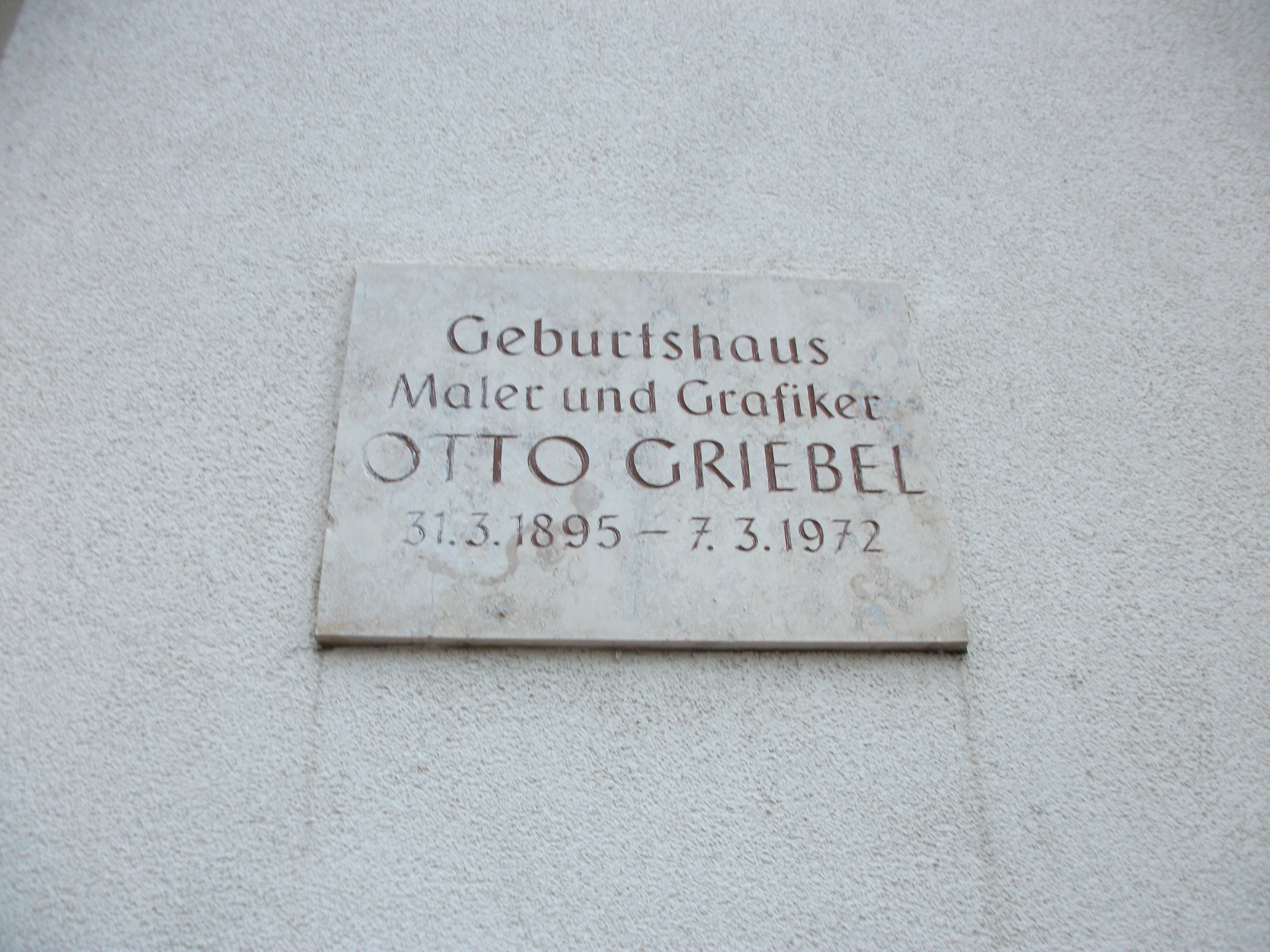
Tablica pamiątkowa